# Koblenz-Oberwerth
Koblenz-Oberwerth ist ein Stadtteil von Koblenz. Die ehemalige Insel am westlichen Rheinufer wird im Norden von einem Wohngebiet und im Süden vom Sportpark Oberwerth mit dem Stadion der TuS Koblenz geprägt. Getrennt werden beide Teile vom Bahndamm, der zur Horchheimer Brücke führt, und den Anschlussstellen zur Südbrücke. Daneben befinden sich auf der erst Anfang des 20. Jahrhunderts besiedelten Halbinsel das Freibad und das leistungsstärkste Wasserwerk der Stadt Koblenz.

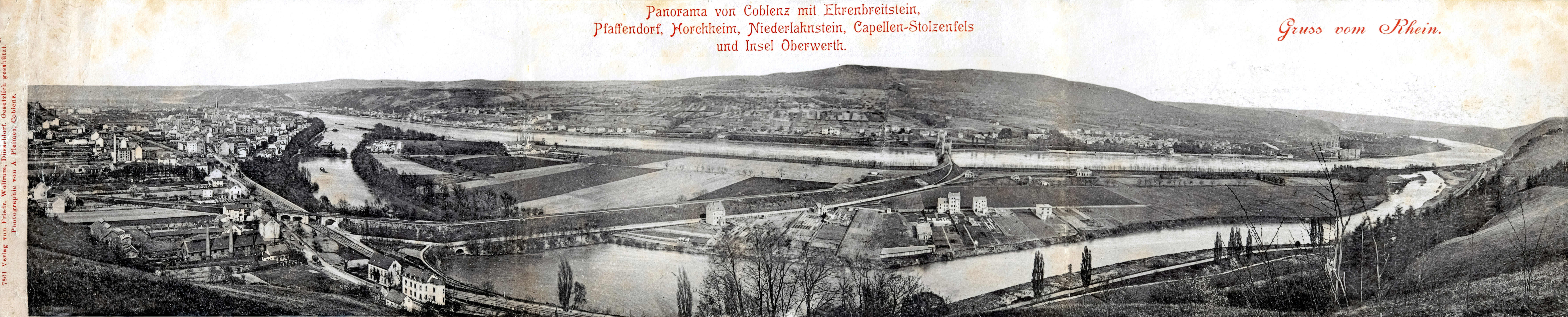
Panoramapostkarte 1899

## Geschichte

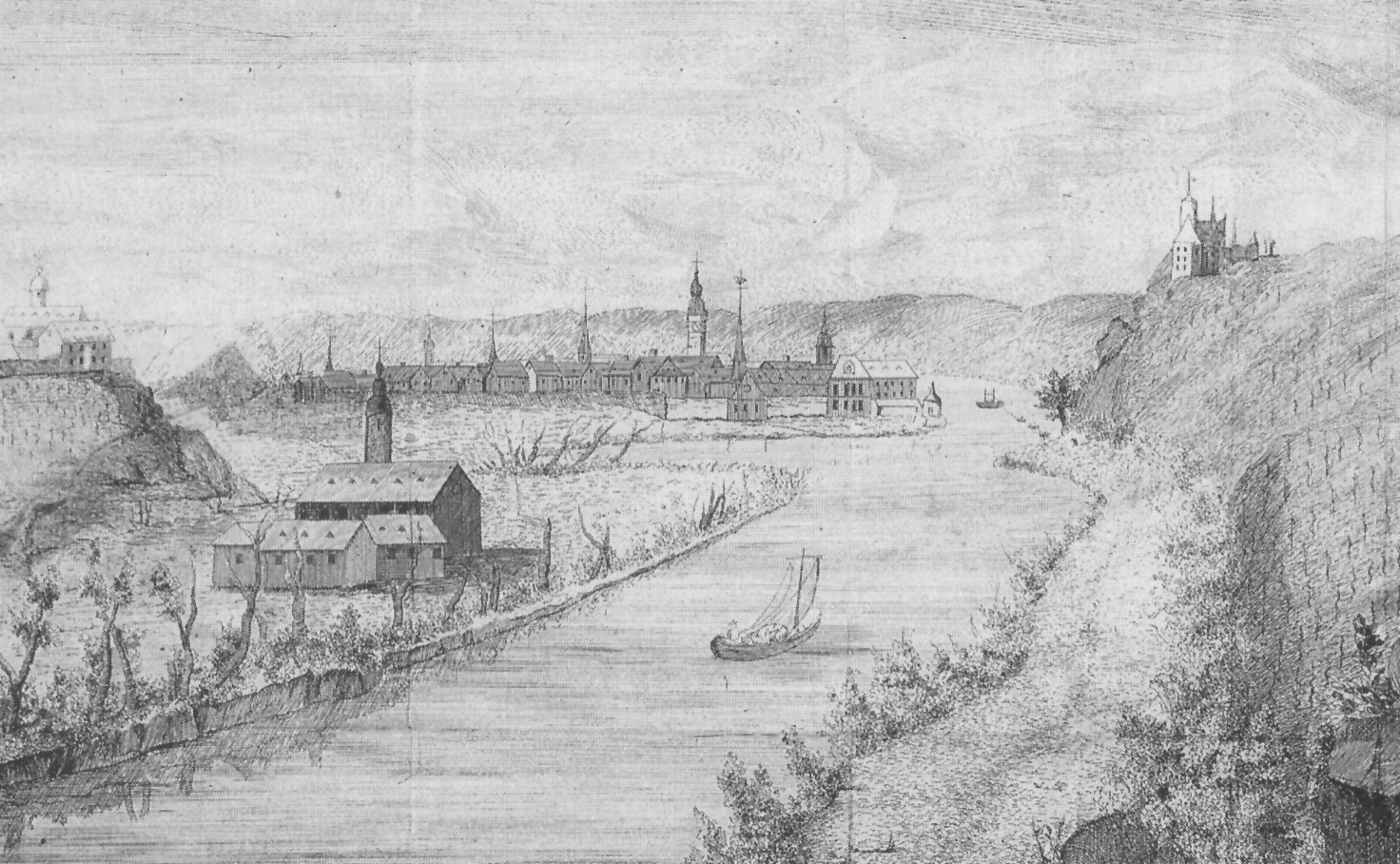
Stadtansicht von Koblenz 1789, im Vordergrund das Benediktinerinnenkloster auf der Rheininsel Oberwerth

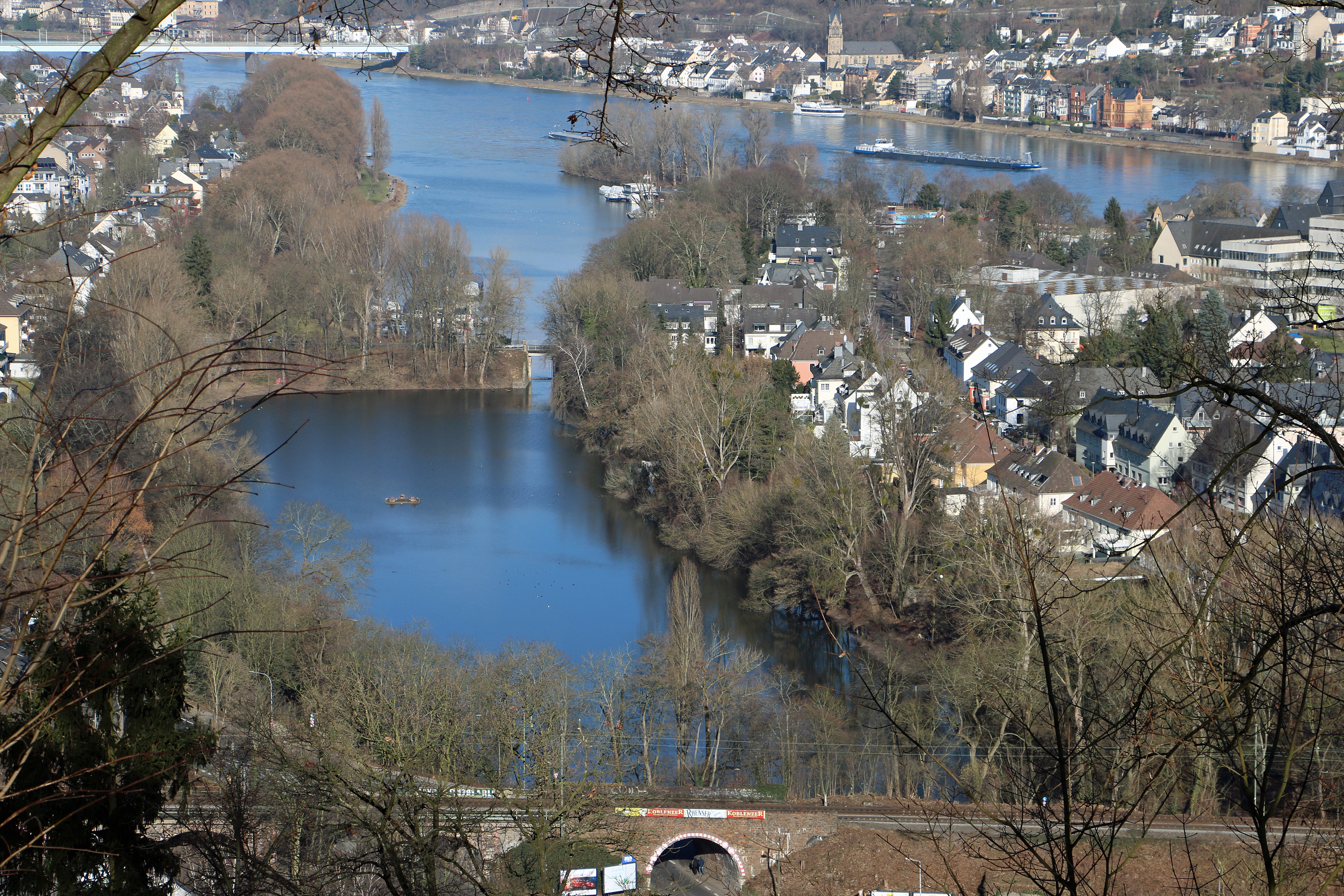
Die Rheinlache (Schwanenteich) und die Nordspitze des Oberwerths

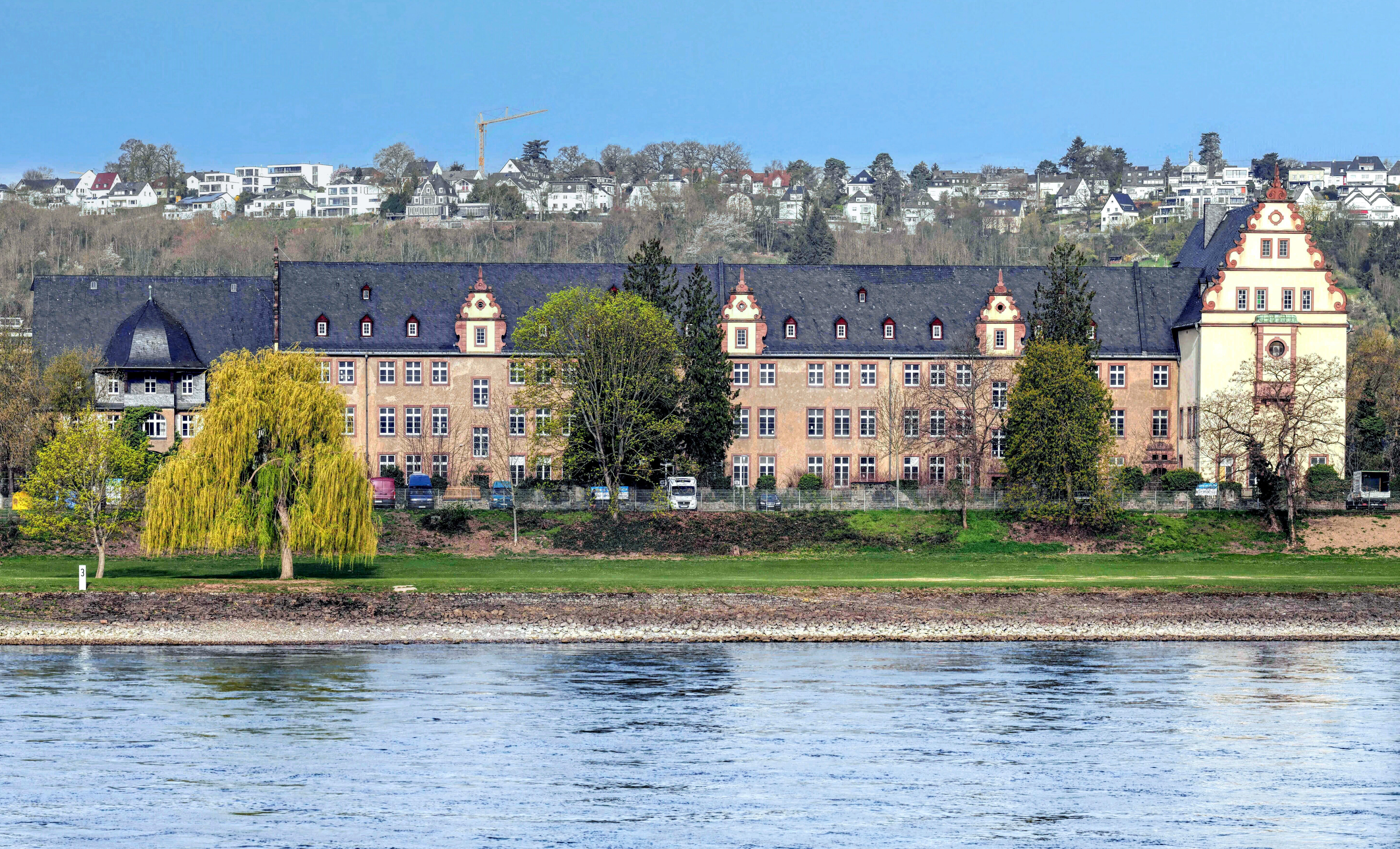
Das ehemalige Königlich Preußische Lehrerinnenseminar

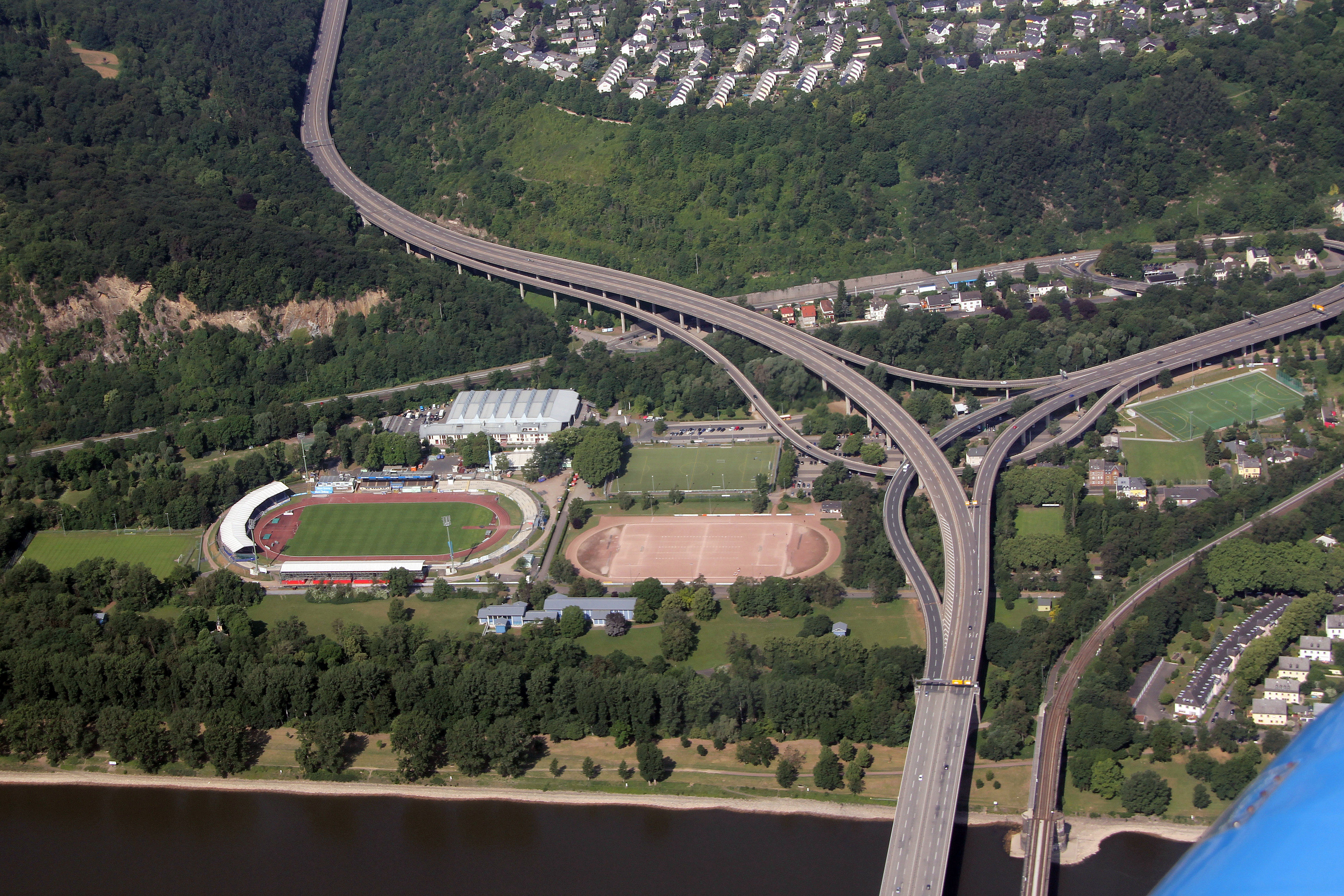
Der Sportpark Oberwerth und die westlichen Zufahrten zur Südbrücke und zur Horchheimer Eisenbahnbrücke 2011

Auf dem Oberwerth, das bis ins 19. Jahrhundert eine Insel und nur durch die Rheinlache (einen schmalen Rheinarm) vom Festland getrennt war, befand sich seit 1143 ein Benediktinerinnenkloster. Bauten aus dem 15. und dem 18. Jahrhundert sind belegt. Nachdem das Kloster 1784 eine große Überschwemmung noch überstanden hatte, mussten die adeligen Stiftsdamen 1794 wegen der Eroberung des linken Rheinufers durch französische Revolutionstruppen die Insel verlassen. Das Kloster wurde während der Säkularisation 1802 aufgelöst, danach verkauft und für andere Zwecke genutzt oder umgebaut. Die letzten Bauten wurden in den 1930er Jahren gesprengt.
Mit Bau der Horchheimer Eisenbahnbrücke in den 1870er Jahren und dem teilweise Zuschütten des südlichen Rheinarms verlor sie ihren Inselcharakter. Der Nordteil der Insel war im 19. Jahrhundert im Besitz der Familie der Freiherren von Pfaffenhofen-Chleodowski, die sie nach und nach verkaufte. Ludwig Freiherr von Pfaffenhofen-Chleodowski ließ 1911 noch eine Villa für sich auf dem Oberwerth errichten. Auf der Nordspitze befand sich der Pionierübungsplatz des 1. Rheinischen Pionier-Bataillons Nr. 8, auf dem in den 1920er Jahren ein Strandbad und schließlich 1954 ein Freibad entstand.
Erst im frühen 20. Jahrhundert wurde die Insel für die Besiedelung erschlossen. Dazu wurde für den nördlichen Teil 1900/01 ein Bebauungsplan erstellt und 1909 die Oberwerther Brücke über die Rheinlache fertiggestellt. Nördlich des ehemaligen Klosters entstand 1907–1908 das Königlich Preußische Lehrerinnenseminar, in dem 1990–2002 die Universität Koblenz-Landau untergebracht war, und 1912 entlang des Bahndamms die Beamtensiedlung Oberwerth. Zusätzlich entstanden viele Villen und in den 1920er Jahren Gebäude für französische Offiziere.
Der Südteil von Oberwerth wurde zunächst als Gartenland mit einigen Gärtnereien genutzt. Hier entstand 1886 das erste Wasserwerk, das bis heute das leistungsstärkste der Stadt ist. Daneben wurden um 1900 erste Sportanlagen errichtet, die 1912 hölzerne Tribünen erhielten. Im Rahmen eines Arbeitsbeschaffungsprogramms der Nationalsozialisten wurde 1934–1935 das Stadion Oberwerth errichtet, das bis heute in veränderter Form erhalten ist.
Das Oberwerth ist heute nur noch eine Halbinsel. Mit dem Schutt der im Zweiten Weltkrieg bei Luftangriffen in Koblenz zerstörten Häuser wurde die Rheinlache teilweise aufgefüllt.

## Bauwerke
Auf dem Oberwerth befinden sich folgende Bauwerke:
- Sportpark Oberwerth mit dem Stadion Oberwerth und der CGM Arena
- Denkmal für Kaiser Wilhelm I. und Kaiserin Augusta (1879)
- Die erhaltene Pumpstation II von 1904 des ersten Wasserwerks
- Das ehemalige Königlich Preußische Lehrerinnenseminar von 1908
- Die Beamtensiedlung Oberwerth entstand zwischen 1912 und 1926

## Verkehr
Das Oberwerth wird im Westen von den Trassen der B 9 und der linken Rheinstrecke sowie der Rheinlache mit einem Jachthafen begrenzt. Seit den 1870er Jahren wird das Oberwerth in der Mitte von einem Bahndamm geteilt, einer Abzweigung der linken Rheinstrecke zur Horchheimer Eisenbahnbrücke. Das größte Verkehrsprojekt in Koblenz war 1969–1975 der Bau der Südbrücke. Die auf Stelzen stehende Zubringertrasse der B 327 mit Anschlüssen an die B 9 beherrscht seitdem das Bild der ehemaligen Rheininsel.

## Persönlichkeiten
- Carlhanns Damm (1936–2017), Industriemanager und Unternehmer, lebte in Koblenz-Oberwerth.

## Dokumente
- Bild von Oberwerth aus J.F. Dielmann, A. Fay, J. Becker (Zeichner): F.C. Vogels Panorama des Rheins, Bilder des rechten und linken Rheinufers, Lithographische Anstalt F.C. Vogel, Frankfurt 1833
- Bild 2 von Oberwerth, dito